# Raissa Filippowna Smechnowa
Raissa Filippowna Smechnowa (russisch Раиса Филипповна Смехнова, engl. Transkription Raisa Smekhnova, geb. Катюкова – Katjukowa – Katyukova; * 16. September 1950 in Kaltan) ist eine ehemalige russische Mittel- und Langstreckenläuferin, die für die Sowjetunion startete.

## Leben
1975 wurde sie sowjetische Meisterin über 3000 m. Im Jahr darauf gewann sie als Zwölfte bei den Crosslauf-Weltmeisterschaften in Chepstow Gold mit dem sowjetischen Team und erreichte bei den Olympischen Spielen in Montreal über 1500 m das Halbfinale.
Bei den Crosslauf-Weltmeisterschaften 1977 in Düsseldorf wurde sie Sechste und holte erneut mit der Mannschaft den Titel, und 1979 in Limerick wurde sie Crosslauf-Vizeweltmeisterin sowohl in der Einzel- wie auch in der Teamwertung. Einem elften Platz bei den Crosslauf-Weltmeisterschaften 1980 in Paris folgte 1982 in Rom ein achter Platz und der dritte Mannschaftstitel.
1981 lief sie ihren ersten Marathon in 2:37:57 h. 1982 und 1983 wurde sie sowjetische Vizemeisterin. Einer Bronzemedaille bei den Leichtathletik-Weltmeisterschaften 1983 in Helsinki in 2:31:13 h folgte zum Jahresende ein sechster Platz beim Tokyo International Women’s Marathon.
1984 wurde sie Achte bei den sowjetischen Meisterschaften, Dritte bei den Wettkämpfen der Freundschaft und stellte am 7. Oktober bei einem Marathon in Vilnius mit 2:29:10 h einen sowjetischen Rekord auf.
1985 fuhr sie als sowjetische Meisterin zum IAAF-Weltcup-Marathon. Sie setzte sich schon auf der ersten Hälfte alleine an die Spitze und hatte zeitweise einen Vorsprung von mehr als einer Minute. Nachdem sie bei Kilometer 36 von Katrin Dörre eingeholt wurde, fiel sie immer weiter zurück, obwohl sie versuchte, sich mit Nadelstichen in den Oberschenkel zu stimulieren, und lief auf dem zehnten Platz ein. Da sie beim Rennen ein Stirnband einer nicht von ihrem Verband autorisierten Marke getragen hatte, wurden ihr in den nächsten beiden Jahren Starts im Ausland untersagt. 1987 wurde sie Zweite beim Bila-Zerkwa-Marathon und lief auf dem ca. 300 m zu kurzen Kurs eine Zeit von 2:28:00 h.
Beim Europapokal-Marathon 1988 in Huy musste sie sich nur Katrin Dörre geschlagen geben und gewann Silber. Beim Marathon der Olympischen Spiele in Seoul kam sie dann auf den 16. Platz. 1989 wurde sie jeweils Fünfte beim Osaka Women’s Marathon und beim London-Marathon, 1990 Achte beim Pittsburgh-Marathon.
Raissa Smechnowa ist 1,66 m groß und wog in ihrer aktiven Zeit 55 kg. Sie ist Sportlehrerin und wurde von ihrem Ehemann Waleri trainiert, mit dem sie sich in Sotschi niedergelassen hat.

## Persönliche Bestzeiten
- 1500 m: 3:59,8 min, 28. Juni 1976, Podolsk
- 3000 m: 8:41,77 min, 7. August 1976, College Park
- 10.000 m: 31:59,70 min, 24. Juni 1984, Kiew
- Marathon: 2:28:40 h, 30. April 1988, Huy